# Glukan
Glukan je polisaharid D-glukoznih monomera povezanih glikozidnim vezama. Mnogi beta-glukani su medicinski važni.

## Tipovi
Ovo su predstavnici glukana:
(α- i β- klarifikuju tip O-glikozidne veze.)

### Alfa
- dekstran, α-1,6-glukan sa α-1,3-granama
- glikogen, α-1,4- i α-1,6-glukan
- pululan, α-1,4- i α-1,6-glukan
- skrob, α-1,4- i α-1,6-glukan

### Beta
- celuloza, β-1,4-glukan
- kurdlan, β-1,3-glukan
- laminarin, β-1,3- and β-1,6-glukan
- hrizolaminarin, β-1,3-glukan
- lentinan, prečišćeni β-1,6:β-1,3-glukan iz
- lihenin, β-1,3- and β-1,4-glukan
- pleuran, β-1,3- and β-1,6-glukan izolovan iz
- zimozan, β-1,3-glukan

## Osobine
Svojstva glukana su otpornost na oralne keseline/enzime i nerastvorljivost u bodi. Rastvorljivost glukana ekstrahovanih iz žitarica može znatno da varira.